# Fate/Extra CCC
Fate/Extra CCC (フェイト/エクストラCCC?, Feito/Ekusutora CCC) è un videogioco di ruolo giapponese per Playstation Portable creato da Type-Moon e Imageepoch e pubblicato dalla Marvelous Entertainment esclusivamente in Giappone il 28 marzo 2013 dove è stato reso disponibile in tre differenti versioni: una edizione limitata (comprendente un action figure di Saber prodotto da Figma, un artbook con le illustrazioni del gioco, un CD comprendente una character song di Saber ed un box speciale), una versione standard, e una scaricabile attraverso il PlayStation Network. Esso è il secondo capitolo della saga di Fate/Extra e a sua volta uno spin-off del media franchise della visual novel Fate/stay night.

## Trama
Contrariamente a quanto può sembrare, Fate/Extra CCC non è il seguito degli eventi di Fate/Extra.
Mentre Il primo capitolo si svolge nel Near Side, CCC ha luogo nel Far Side della Moon Cell, dove il protagonista deve esplorare il Sakura Labyrinth. Dalla Near Side vengono trasportati diversi Master e Servant, alcuni di questi prima della loro sconfitta, altri durante la sesta settimana di Fate/EXTRA. Il cast è composto da vecchie conoscenze, ma non mancano anche qui volti nuovi. Il giocatore può nuovamente impersonare un protagonista di sesso maschile o femminile (questa volta potrà nel corso del gioco personalizzarne in parte abbigliamento e accessori) che potrà scegliere questa volta tra quattro servant:
- Saber/EXTRA (Nerone)
- Archer
- Caster/EXTRA (Tamamo-no-Mae)
- Gilgamesh[10][11]

Così come i protagonisti, anche i Servant saranno personalizzabili sotto forma di costumi alternativi.

## Sviluppo
L'uscita di Fate/Extra CCC è stata molto burrascosa: inizialmente il gioco era previsto per primavera del 2012, fu rimandato all'inverno del 2012 e successivamente a febbraio dell'anno seguente. Il gioco arriva finalmente sugli scaffali dei negozi nipponici il 28 marzo 2013 vendendo oltre 110 000 copie (il doppio delle vendite di Fate/Extra)

## Opere derivate
Su questo specifico arco narrativo è stata sviluppata una serie manga spin-off dal titolo Fate/Extra CCC Fox Tail (フェイト/エクストラ ＣＣＣ フォックステイル?, Feito/Ekusutora CCC Fokkusu Teiru) pubblicata sulla rivista Monthly Shōnen Ace a partire dal 26 ottobre 2013 e incentrata sul personaggio di Caster.
Successivamente un secondo manga intitolato Fate/Extra CCC (フェイト/エクストラCCC?, Feito/Ekusutora CCC) ha iniziato la serializzazione sulla rivista Comptiq dal 10 giugno 2015.

### Volumi
| Fate/Extra CCC Fox Tail (12+ volumi) |                  |                        |
| 1                                    | 26 marzo 2014    | ISBN 978-4-04-121055-0 |
| 2                                    | 26 novembre 2014 | ISBN 978-4-04-102281-8 |
| 3                                    | 26 agosto 2015   | ISBN 978-4-04-103326-5 |
| 4                                    | 26 aprile 2016   | ISBN 978-4-04-104091-1 |
| 5                                    | 26 novembre 2016 | ISBN 978-4-04-105046-0 |
| 6                                    | 24 ottobre 2017  | ISBN 978-4-04-106194-7 |
| 7                                    | 25 giugno 2018   | ISBN 978-4-04-107171-7 |
| 8                                    | 26 agosto 2019   | ISBN 978-4-04-108229-4 |
| 9                                    | 26 dicembre 2020 | ISBN 978-4-04-110505-4 |
| 10                                   | 26 novembre 2021 | ISBN 978-4-04-112108-5 |
| 11                                   | 26 dicembre 2022 | ISBN 978-4-04-113156-5 |
| 12                                   | 25 ottobre 2024  | ISBN 978-4-04-113958-5 |
| Fate/Extra CCC (8+ volumi)           |                  |                        |
| 1                                    | 26 aprile 2016   | ISBN 978-4-04-103860-4 |
| 2                                    | 26 novembre 2016 | ISBN 978-4-04-105024-8 |
| 3                                    | 10 febbraio 2018 | ISBN 978-4-04-106492-4 |
| 4                                    | 9 febbraio 2019  | ISBN 978-4-04-107812-9 |
| 5                                    | 22 febbraio 2020 | ISBN 978-4-04-811168-3 |
| 6                                    | 10 febbraio 2021 | ISBN 978-4-04-111004-1 |
| 7                                    | 8 marzo 2024     | ISBN 978-4-04-113922-6 |
| 8                                    | 8 marzo 2024     | ISBN 978-4-04-113923-3 |